# Beata Kucharzewska
Beata Kucharzewska (Niemodlin, 31 de marzo de 1976) es una deportista polaca que compitió en judo. Ganó una medalla de bronce en el Campeonato Europeo de Judo de 1997 en la categoría de –56 kg.
Participó en los Juegos Olímpicos de Atlanta 1996, donde finalizó decimosexta en la categoría de –56 kg.

## Palmarés internacional
| Campeonato Europeo | Campeonato Europeo | Campeonato Europeo | Campeonato Europeo |
| Año                | Lugar              | Medalla            | Categoría          |
| ------------------ | ------------------ | ------------------ | ------------------ |
| 1997               | Ostende (Bélgica)  | Medalla de bronce  | –56 kg             |